# Deriváty karboxylových kyselin
Deriváty karboxylových kyselin vznikají náhradou karboxylové skupiny za jinou skupinu nebo adicí jiné charakteristické skupiny na uhlovodíkový skelet. Deriváty, které vznikají náhradou karboxylové skupiny, se nazývají funkční deriváty a deriváty, které vznikají adicí další charakteristické skupiny na uhlovodíkový skelet, se nazývají substituční deriváty.

## Funkční deriváty
Mezi funkční deriváty patří:
- Soli karboxylových kyselin (R-COOMe (Me - kov))
- Estery (R-COOR)
- Amidy (R-CONH2)
- Halogenidy karboxylových kyselin neboli acylhalogenidy (R―COX)
- Nitrily (R-CN)
- Anhydridy (R-CO-O-CO-R')
- Imidy (R-CO-NH-CO-R')

Estery, amidy a soli se vyskytují v přírodě. Halogenidy a anhydridy byly vyrobeny uměle a jsou velmi reaktivní.

### Soli karboxylových kyselin
Vznikají náhradou atomu vodíku atomem kovu. Připravují se reakcí karboxylových kyselin s hydroxidem (popř. uhličitanem příslušného kovu). Sodné a draselné soli vyšších mastných kyselin slouží jako mýdla.
CH3COOH + NaOH → CH3COONa + H2O
- Octan hlinitý (CH3COO)3Al se používá v lékařství na otoky.
- Octan železitý (CH3COO)3Fe a octan chromitý (CH3COO)3Cr se používají k barvení tkanin.
- Octan sodný (CH3COO)Na a octan draselný (CH3COO)K slouží jako katalyzátory při syntéze organických kyselin z aromatických aldehydů.
- Benzoan sodný se používá jako konzervační prostředek.

### Estery
Odvozují se náhradou skupiny -OH v karboxylové skupině skupinou -OR. Jsou většinou kapalné (výjimečně pevné) látky, nerozpustné ve vodě. Řada z nich má charakteristickou aromatickou vůni. Mnoho esterů je součástí přírodních esencí, estery vyšších mastných kyselin (palmitové, stearové) a glycerolu jsou součástí tuků a olejů. Připravují se esterifikací (reakcí karboxylové kyseliny s alkoholem), v přítomnosti hydroxidů či kyselin podléhají hydrolýze. Mnohé estery se uplatňují v potravinářství a při výrobě voňavek jako vonné a chuťové přísady.
CH3COOH + CH3CH2OH --H+→ CH3C(O)-OCH2CH3+ H2O
- Ethylacetát (CH3COOCH2CH3) a butylacetát (CH3COOCH2(CH2)2CH3) slouží jako rozpouštědla.
- Vinylacetát (CH3COOCH = CH2) se používá k výrobě polyvinylacetátu (výroba nátěrových hmot, lepidel).

### Amidy
Odvozují se náhradou -OH skupiny obsažené v karboxylové skupině aminoskupinou -NH2 a jejich deriváty. Jsou to kapalné nebo krystalické látky, které mají vysokou teplotu tání a varu (což je způsobeno přítomností vodíkových vazeb). Připravují se např. termickým rozkladem amonných solí. Jsou meziprodukty organických syntéz.
RCOONH4 → RCONH2 + H2O
- dimethylformamid (HCON(CH3)2) je laboratorní rozpouštědlo.
- Asparagin a glutamin patří mezi proteinogenní aminokyseliny.

### Halogenidy (acylhalogenidy)
Odvozují se náhradou skupiny -OH v karboxylové skupině halogenem. Jsou to kapalné i krystalické látky, ostře páchnou. Jsou velmi reaktivní. Nejvýznamnější jsou chloridy, připravují se zahříváním chloridu fosforitého s organickými kyselinami. Používají se v organických syntézách jako acylační činidla sloužící k vnášení acylů do organických sloučenin. Důležitá je reakce acylhalogenidů s alkoholy za vzniku esteru a halogenvodíku.
CH3COCl + CH3CH2OH → CH3COOCH2CH3 + HCl

### Nitrily
Mají ve svých molekulách funkční skupinu -C≡N. Jsou to jedovaté kapaliny nebo krystalické látky. Vznikají např. dehydratací amidů.
RCONH2 → RC≡N + H2O
- Akrylonitril (CH2 = CH ― CN) je průmyslově nejvýznamnější, slouží jako surovina pro výrobu umělých vláken.

### Anhydridy
Lze je odvodit kondenzací dvou karboxylových kyselin se současným odštěpením vody, v molekule obsahují anhydridovou skupinu -CO-O-CO-. Anhydridy nižších karboxylových kyselin jsou ostře páchnoucí kapaliny, anhydridy vyšších mono- a dikarboxylových kyselin jsou krystalické látky. Jsou méně reaktivní než acylhalogenidy. Používají se jako acylační činidla v organických syntézách.
- Acetanhydrid (anhydrid kyseliny octové) slouží jako acylační činidlo.

## Substituční deriváty
Mezi substituční deriváty patří:
- Halogenkarboxylové kyseliny – atom vodíku je nahrazen halogenem
- Hydroxykyseliny – řetězec obsahuje hydroxylovou skupinu -OH
- Oxokyseliny – řetězec obsahuje karbonylovou skupinu – aldehydovou -CHO nebo ketoskupinu -CO-
- Aminokyseliny – řetězec obsahuje aminoskupinu -NH2